# The Sort-of-Girl-Who-Came-From-Heaven
The Sort-of-Girl-Who-Came-From-Heaven è un cortometraggio muto del 1915 diretto da Ralph Ince.

## Produzione
Il film fu prodotto dalla Vitagraph Company of America.

## Distribuzione
Distribuito dalla General Film Company, il film - un cortometraggio in una bobina - uscì nelle sale cinematografiche statunitensi il 30 aprile 1915.